# Ziziphus amole
Ziziphus amole là một loài thực vật có hoa trong họ Táo. Loài này được (Sessé & Moc.) M.C. Johnst. miêu tả khoa học đầu tiên năm 1963.